# Sándor Gáspár
Szlavniczai báró Sándor Gáspár (? – 1723 körül) kuruc diplomata, majd udvarhű főúr.

## Családja
Trencsén vármegyei köznemesi család sarja, Sándor Gáspár sellyei kapitány és Szluha Kata fia. Felesége Thököly Erzsébet, Thököly Miklós és orbovai Jakusith Zsuzsa leánya volt, és így távolabbi sógorságba került Thököly Imre fejedelemmel is.

## Élete
1671–1673 között a Nagyszombati Egyetem bölcsészkarán tanult, 1683-tól Thököly híve és udvari kapitánya volt. A felkelés bukása (1685) után követte a fejedelmet a száműzetésbe, Thököly ekkor több fontos követséggel bízta meg (kétszer is elküldte a török Portához, egyszer pedig Franciaországba). Azonban már 1697-től kezdve titkos jelentéseket küldött Thökölyről a bécsi Udvarnak. 1699-ben, élve a karlócai béke biztosította amnesztiával, hazatért. 1701-ben II. Rákóczi Ferenccel együtt őt is elfogták. Bécsben terhelő vallomást tett Rákóczira. 1704. május 2-án kiszabadult a fogságából, s a nádor szolgálatába állt. A kurucok ellen hadbiztosként tevékenykedett, 1706. július 25-én bárói rangot, 1707. november 11-én pedig királyi tanácsosi címet nyert I. Józseftől. 1711-ben, a béketárgyalások kapcsán, titkos összekötő volt Károlyi Sándor  és Pálffy János között.

## Külső hivatkozások
- Angyal Dávid: Késmárki Thököly Imre, I-II. kötet. Budapest, 1888-1889.

## További szócikkek
- A késmárki Thököly család